# Sénéchal le magnifique
Pour les articles homonymes, voir Sénéchal (homonymie).
Pour plus de détails, voir Fiche technique et Distribution.
Sénéchal le magnifique est une comédie italo-française réalisée par Jean Boyer et sortie en 1957. Tourné en noir et blanc, le film a été colorisé en 1990.
Le film suit un comédien modeste au succès mitigé qui prend sa revanche en jouant dans la réalité les rôles qu'on lui refuse sur scène.

## Synopsis
Comédien cabotin végétant dans des tournées minables, Sénéchal se trouve par un mauvais coup du sort perdu à Dreux, déguisé en capitaine de la légion. Cherchant à regagner Paris il croise le colonel Trochu, commandant la garnison de la ville, qui contre toute attente le prend pour un véritable légionnaire et le reçoit avec les honneurs. Peu de temps après, alors qu'il a emprunté un costume de diplomate dans le but de décrocher un rôle auprès de Carlini, son directeur, il se retrouve en plein milieu d'un mariage mondain et converse avec le tout Paris. Sénéchal comprend alors qu'il peut s'octroyer dans la réalité les rôles qu'on lui refuse sur scène.

## Fiche technique
Sauf indication contraire, les informations mentionnées dans cette section peuvent être confirmées par la base de données cinématographiques Unifrance,  présente dans la section « Liens externes ».
- Titre original français : Sénéchal le Magnifique
- Titre italien : Il capitano della legione
- Réalisation : Jean Boyer
- Scénario : Jean-Jacques Rouff
- Adaptation : Jean-Jacques Rouff, Serge Veber, Jean Boyer, Jean Manse
- Dialogue : Serge Veber
- Photographie : Charles Suin
- Cadreur : Marcel Franchi, assisté de Jean Castanier et Jacques de Saint-Girond
- Décors : Robert Giordani
- Musique : Paul Misraki, direction musicale de Marc Lanjean
- Scripte : Francine Corteggiani
- Son : Pierre-Henry Goumy
- Montage : Jacques Desagneaux
- Les robes de Nadia Gray sont de Pierre Balmain
- Production : Marcel Roux, Roger Debelmas
- Sociétés de production : Chronos Films, Ucil (Paris), Rizzoli Films (Rome)
- Laboratoire : Franay L.T.C Saint-Cloud
- Format : 35 mm - Noir et blanc (Gevaert) - Son mono
- Tournage du 6 février au 2 avril 1957
- Genre : Comédie
- Durée : 95 minutes
- Date de sortie : 
  - France : 24 mai 1957
- Affiche : Jean Mascii (France)

## Distribution
- Fernandel : Sénéchal, comédien de théâtre, cabotin
- Nadia Gray : la princesse Marina Lidubesco
- Albert Dinan : M. Léon Duchêne
- Roland Armontel : M. Carlini, directeur de la troupe
- Jane Aubert : la colonelle Louise Trochu
- Georges Chamarat : le colonel Trochu
- André Philip : M. Beluze, un acteur de la troupe
- Liliane Patrick : Mado Clarieux, l'entraîneuse
- Simone Paris : Mme Serval, une comédienne
- Madeleine Barbulée : Mme Roberte, la directrice de la pension
- Serge Nadaud : M. Serval, le comédien
- Robert Pizani : le prince Alexandre Lidubesco
- Henri Garcin : l'auteur dramatique
- Jack Ary : un gangster, complice de Mado
- Gérard Darrieu : un gangster, complice de Mado
- Suzanne Dehelly : la malade
- Hélène Tossy : Mme Léon Duchêne
- Georges Baconnet : le président du tribunal
- Jacqueline Caurat : Nicole, une comédienne
- Pierre Stephen : un joueur chez le prince
- Gaston Orbal : le directeur du théâtre
- Georges Lannes : M. Castel-Boissac, le directeur du Quai d'Orsay
- Jimmy Perrys : un homme de la pension de famille
- Sacha Briquet : le représentant en télévision
- Dominique Boschero : une élève
- Barbara Cruz : une danseuse
- Luce Fabiole : l'habilleuse du théâtre
- Emile Genevois : Fred, le régisseur de la troupe de théâtre
- Charles Bouillaud : un accessoiriste
- Charles Bayard : un militaire aux félicitations
- Max Amyl : le majordome de la princesse
- Laure Paillette : Mlle Henriette, une accessoiriste
- Robert Mercier : le bagagiste de la gare
- Marcel Bernier : un spectateur
- Andrès : un avocat
- Robert Balpo : un avocat
- Camille Guérini : le restaurateur
- Manuel Gary
- Nina Myral : la souffleuse du théâtre
- Paul Azaïs : le mécanicien du car
- Jenny Astruc
- Jane Morlet : Mme Jourden, une pensionnaire
- Virginie Vitry
- Catherine Gay
- Raymond Carl
- Corrado Guarducci : M. de La Torre, attaché d'ambassade
- Jacques Mancier : M. Bardin, le responsable de la tournée théâtrale
- Roger Lecuyer : un joueur de poker